# Дългоопашат синигер
Дългоопашатият синигер (Aegithalos caudatus) е дребна пойна птица, срещаща се и на територията на България.

## Разпространение
Обича широколистните и смесените гори. Дългоопашатият синигер е постоянен обитател на дадено място, а зиме е странстващ.

## Начин на живот и хранене
Храни се с дребни насекоми, ларви, червеи и листни въшки, семена от смърч, бор, върба, бреза, елша, суров слънчоглед, свежи леторасти от смърч, пъпки, ябълки и други плодове. В песента му няма нищо забележително, но благодарение на неговата красота, доверчивост към хората, общителност и подвижност често го държат в къщи. Бързо се опитомява, но не живее дълго в пленничество.

## Размножаване
Гнезди по дървета или храсти. Женската снася по 10-12 бели с бледорозововиолетови шарки яйца. По начина на живот се различава от останалите синигери.